# Ed Michel
Edward „Ed“ Michel (* 1936) ist ein amerikanischer Musikproduzent, der hauptsächlich Tonträger mit Jazz und Blues fertigte.

## Leben und Wirken
Michel besuchte zunächst das Pomona College, um von 1953 bis 1956 an der University of California, Los Angeles, Psychologie zu studieren. Daneben spielte er als Bassist im Ash Grove Folk Club von Los Angeles. Seit 1957 war er für World Pacific Records als assoziierter Produzent tätig, um 1960 bei Verve Records unter Val Valentin als Tontechniker zu arbeiten. Für mehrere Monate war er für Interdisc in Europa tätig, um zwischen 1961 und 1964 in New York City für Riverside Records als Assistent von Orrin Keepnews zu wirken; dort verantwortete er auch einige Produktionen von Charlie Byrd und Willie Rodriguez. Nach kurzer Zeit als unabhängiger Produzent arbeitete er von 1966 bis 1969 als Manager der Musikabteilung für Muntz Stereo-Pak, die als 4-Spur-Kassetten vertrieben wurden (welche sich gegen die 8-Spur-Kassetten nicht durchsetzen konnten).
Nachdem Michel innerhalb von 24 Stunden ein Album mit Brownie McGhee und Sonny Terry produzierte, wurde er in Los Angeles bei ABC Records beschäftigt. Dort fungierte er wie zuvor Bob Thiele, der sich selbständig gemacht hatte, als Jazzkenner zwischen lauter Popproduzenten und leitete zwischen 1969 und 1975 als A&R-Mann die Label Impulse! Records und Bluesway. Nachdem er einige Außenseiter produzierte, konzentrierte er sich auf Tonträger von Musikern wie John Lee Hooker, B. B. King, Milt Jackson, Pharoah Sanders, Alice und John Coltrane, Archie Shepp, Sun Ra, Michael White, Sam Rivers, Marion Brown, Gato Barbieri oder Keith Jarrett; zahlreiche Produktionen entstanden in New York.
Seit 1975 ist Michel selbständig als Produzent und Berater für Labels wie RCA/BMG, A&M/Horizon, Fantasy/Galaxy/Milestone/Contemporary/Prestige, Atlantic und Mosaic tätig; er verantwortete Alben von Sonny Fortune, Stanley Cowell, Dave Brubeck, Shelly Manne, Charlie Haden, Freddie Hubbard, Art Pepper oder Henry Threadgill. Zudem produzierte er zahlreiche Wiederveröffentlichungen (mit zusätzlichem Material), Bänder entlegener Aufnahmen, etwa von Chet Baker und Miles Davis, sowie Sammlerausgaben.